# 黒木靖夫
黒木 靖夫（くろき やすお、1932年10月2日 - 2007年7月12日 ）は、日本の工業デザイナー。
ソニー株式会社宣伝部長・意匠部長・クリエイティブ本部長・取締役、ソニー企業代表取締役社長を歴任した。
1993年にソニーを退職後、株式会社黒木靖夫事務所を設立し独立。富山インダストリアルデザインセンター（現富山県総合デザインセンター）所長を務める。
東北芸術工科大学客員教授、成安造形大学客員教授、立命館大学客員教授。

## 人物
宮崎県西都市に生まれる。宮崎県立妻高等学校（第5回生）、千葉大学工学部工業意匠学科卒業。
学科推薦でそごうへ入社し広告を担当。3年後に新聞でソニーの求人広告を見つけ中途入社する。ソニー創業者の盛田昭夫と井深大に見出され、とくに盛田昭夫とは社長と社員の枠組みを超えた強い信頼関係を生涯に渡り築いた。
「SONY」のロゴマークをデザイン。ソニーの主力業務用モニターであった「プロフィール」プロジェクトリーダー、つくば万博では「ジャンボトロン」担当。その後、ソニー取締役に就任する。
1993年にソニーを退職後、個人事務所を設立。同年に富山県知事を務めた中沖豊に請われ、富山インダストリアルデザインセンター（現在の富山県総合デザインセンター）所長に就任し、デザインマネジメント導入による産業振興に尽力。製品化を前提としたコンクール「とやまプロダクトデザインコンペ」を主催するなど、デザイナーと地域産業を結びつける様々な取り組みを行った。
東北芸術工科大学客員教授、成安造形大学客員教授、立命館大学客員教授を歴任し、工業デザイナーの人材育成にも力を注いだ。
2007年7月12日に胃癌のため死去した。74歳没。
東京出版創業者黒木正憲は実兄。

## 略歴
- 1932年 - 宮崎県西都市にて出生。
- 1957年 - 千葉大学工学部工業意匠科（現・デザイン工学科）卒業
- 1957年 - そごうデパート入社　宣伝部に配属
- 1960年 - 同社退職
- 1960年 - ソニー株式会社入社　広報課に配属
- 1988年 - 外国部次長・宣伝部長・商品本部長・クリエイティブ本部長を経て取締役就任
- 1990年 - ソニー企業株式会社代表取締役就任
- 1993年 - 同社依願退職　ソニー株式会社顧問就任
- 1993年 - 株式会社黒木靖夫事務所設立
- 1993年 - 富山インダストリアルデザインセンター所長就任
- 1997年 - ソニー株式会社顧問退任
- 1999年 - 富山県総合デザインセンター所長就任
- 2007年 - 胃癌のため死去

## デザイナー・デザインプロデューサーとしての作品
- ソニー
  - 「SONY」 - 企業ロゴマーク。過去6度のデザイン変更のうち、3作は黒木の手によるもの。1961年版ロゴは黒木靖夫作、1969年・1973年版ロゴは黒木・尾村・菊池らソニー社員三人の共作[3]。
- 貝印
  - 「KAI」- 企業ロゴマーク。通称「エッジマーク」。1988年[4]。
- 敷島製パン（Pasco）
  - 「Pasco」 - CIデザイン。ブランド統合の際、「Pascoグリーン」と呼ばれる緑色基調のロゴに決定したのは黒木のアドバイスによるものである。2003年[4]。

## 著書
- 「ウォークマン流企画術」（筑摩書房（1987））
- 「ウォークマンかく戦えり」（ちくま文庫（1990））
- 「大事なことはすべて盛田昭夫が教えてくれた」（KK ベストセラーズ（1999））
- 「盛田昭夫と佐治敬三　本当はどこが凄いのか!!」（（共著）講談社（2000））
- 「盛田昭夫は会社をこう考えた」－カセットテープ集－ （PHP研究所（2001））
- 「ビジネスマンのための個性育成術」 （NHK 新書（2001））
- 「Mr. ウォークマンの他人とここで差が出る企画術」（実業之日本社（2002））